# Österreichischer Frauen-Fußballcup 2023/24
Der Österreichische Frauen-Fußballcup wurde in der Saison 2023/24 vom Österreichischen Fußballbund zum 48. Mal ausgespielt. Als ÖFB Frauen Cup wurde er zum 30. Mal durchgeführt und begann am 19. August 2023 mit der ersten Runde und endete am 9. Mai 2024 mit dem Finale in der Wiener Neustadt Ergo Arena. Den Pokal ging zum 10. Mal in Folge an den SKN St. Pölten Frauen.

## Teilnehmende Mannschaften
Für den österreichischen Frauen-Fußballcup haben sich anhand der Teilnahme der Ligen der Saison 2022/23 folgende 32 Mannschaften, die nach der Saisonplatzierung der ÖFB Frauen-Bundesliga 2022/23 und der 2. Liga 2022/23 geordnet sind, qualifiziert. Weiters konnten noch der Landescupsieger, der Landesmeister oder auch Vertreter der Saison 2022/23 teilnehmen.
| ÖFB Frauen-Bundesliga (10) | 2. Liga (11) |
| --- | --- |
| - SKN St. Pölten Frauen (NÖ) (C) - SK Sturm Graz (ST) - SPG Altach/Vorderland (V) - SV Neulengbach (NÖ) - First Vienna FC Frauen (W) - FK Austria Wien (W) - SPG Kleinmünchen/Blau-Weiß Linz (OÖ) - FC Bergheim (S) - FC Wacker Innsbruck (T) - SPG FC Lustenau/FC Dornbirn Ladies (V) (N)                                                                                                | - SKV Altenmarkt (NÖ) (A) - SG FAC/USC Landhaus Wien (W) - Wildcats Krottendorf (ST) - SV Horn (NÖ) - SPG Union Geretsberg/Bürmoos (OÖ) - LUV Graz (ST) - SPG Südburgenland/Hartberg (B)/(ST) - Carinthians Hornets (K) - Wiener Sport-Club (W) - USV Ladies Preding (ST) - Linzer ASK (OÖ) (N) - FC Pinzgau Saalfelden (S) (N) |
| Absteiger aus der 2. Liga (1) | |
| - SV Weikersdorf (NÖ) | |
| Landescupsieger, Meister oder Meistervertreter aus der Landesliga (10) | |
| - SK Austria Klagenfurt (K) (L3) - Paudorf SV (NÖ) (L3) - FSG Traiskirchen (NÖ) (L1) - FSG Stetteldorf/Großweikersdorf (NÖ) (L2) - Union Dorf a. d. Pram (OÖ) (LCF) | - Grazer AK (ST) (LC) - SPG Mittelgebirge Ost (T) (LM) - SK Wilten (T) (LC) - SPG Milz Laibachtal (V) (LM) - SU Schönbrunn (W) (L2) |
| Erläuterungen Länderkürzel: (B): Burgenland, (K): Kärnten, (NÖ): Niederösterreich, (OÖ): Oberösterreich, (S): Salzburg, (ST): Steiermark, (T): Tirol, (V): Vorarlberg, (W): Wien; Vereins-Landes-Bewerbserfolg: (LC): Landescupsieger, (LCF): Landescupfinalist, (LM): Landesmeister, (Lx): x. Platz der Landesliga, (LN): Landesliga-Aufsteiger, (..-x): x Landesliga siehe Länderkürzel | |

| (C)  | amtierender Cupsieger 2022/23               |
| (A)  | Absteiger der Saison 2022/23                |
| (N)  | Neuaufsteiger der Saison 2022/23            |
| (RV) | Verlierer der Relegation der Saison 2022/23 |
| (RG) | Gewinner der Relegation der Saison 2022/23  |

## Turnierverlauf

### 1. Cuprunde
Die Spieltermine für die 1. Runde waren 19. August, 20. August, 8. September, 9. September und 10. September 2023.
| Datum                 |                                 | Ergebnis             |                                    |
| --------------------- | ------------------------------- | -------------------- | ---------------------------------- |
| 19.08.2023, 16:00 Uhr | Wildcats Krottendorf            | 2:3 (1:2)            | SK Sturm Graz                      |
| 20.08.2023, 17:00 Uhr | FSG Großweikersdorf/Stetteldorf | 0:9 (0:7)            | SKN St. Pölten Frauen              |
| 08.09.2023, 19:30 Uhr | SK Wilten                       | 1:3 n. V. (1:1, 1:0) | FC Wacker Innsbruck                |
| 09.09.2023, 14:00 Uhr | SKV Altenmarkt                  | 1:6 (1:5)            | Wiener Sport-Club                  |
| 09.09.2023, 14:00 Uhr | SPG Milz Laibachtal             | 1:11 (1:4)           | SPG Lustenau/Dornbirn Ladies       |
| 09.09.2023, 16:30 Uhr | SU Schönbrunn                   | 0:16 (0:6)           | FK Austria Wien                    |
| 09.09.2023, 17:00 Uhr | SG FAC/USC Landhaus             | 4:0 (3:0)            | USV Horn                           |
| 09.09.2023, 17:00 Uhr | SPG Mittelgebirge Ost           | 1:4 (1:3)            | FC Bergheim                        |
| 10.09.2023, 14:00 Uhr | Union Dorf a. d. Pram           | 0:7 (0:2)            | Carinthians Hornets                |
| 10.09.2023, 14:00 Uhr | Union LUV Graz                  | 0:6 (0:0)            | SPG FC Blau-Weiß Linz/Kleinmünchen |
| 10.09.2023, 14:00 Uhr | FC Pinzgau Saalfelden           | 2:5 (0:4)            | SPG Altach/Vorderland              |
| 10.09.2023, 15:00 Uhr | SK Austria Klagenfurt           | 0:5 (0:2)            | Grazer AK                          |
| 10.09.2023, 15:00 Uhr | SPG Südburgenland/Hartberg      | 0:3 (0:2)            | USV Neulengbach                    |
| 10.09.2023, 16:00 Uhr | SPG Union Geretsberg/Bürmoos    | 1:2 n. V. (1:1, 1:0) | Linzer ASK                         |
| 10.09.2023, 16:30 Uhr | Paudorf SV                      | 1:4 (0:1)            | First Vienna FC Frauen             |
| 10.09.2023, 17:00 Uhr | SV Weikerdorf                   | 2:3 (0:2)            | FSG Traiskirchen                   |

### 2. Cuprunde
Die Spieltermine für die 2. Runde waren 18. und 19. November 2023.
| Datum                 |                                    | Ergebnis                        |                              |
| --------------------- | ---------------------------------- | ------------------------------- | ---------------------------- |
| 18.11.2023, 13:00 Uhr | FC Wacker Innsbruck                | 0:5 (0:4)                       | SPG Altach/Vorderland        |
| 18.11.2023, 14:00 Uhr | Grazer AK                          | 0:7 (0:4)                       | SKN St. Pölten Frauen        |
| 18.11.2023, 18:00 Uhr | Wiener Sport-Club                  | 0:4 (0:0)                       | SK Sturm Graz                |
| 19.11.2023, 12:00 Uhr | SPG FC Blau-Weiß Linz/Kleinmünchen | 2:1 n. V. (1:1, 0:0)            | FC Bergheim                  |
| 19.11.2023, 14:00 Uhr | SG FAC/USC Landhaus                | 2:2 n. V. (1:1, 0:0)(5:6 i. E.) | First Vienna FC Frauen       |
| 19.11.2023, 11:00 Uhr | Linzer ASK                         | 4:1 (4:1)                       | SPG Lustenau/Dornbirn Ladies |
| 19.11.2023, 13:00 Uhr | FSG Traiskirchen                   | 1:4 (0:3)                       | USV Neulengbach              |
| 19.11.2023, 14:00 Uhr | Carinthians Hornets                | 0:6 (0:5)                       | FK Austria Wien              |

### Viertelfinale
Die Spieltermine für das Viertelfinale waren 9. und 10. März 2024.
| Datum                 |                        | Ergebnis             |                                    |
| --------------------- | ---------------------- | -------------------- | ---------------------------------- |
| 10.03.2024, 12:00 Uhr | SPG Altach/Vorderland  | 4:0 (1:0)            | SPG FC Blau-Weiß Linz/Kleinmünchen |
| 10.03.2024, 13:00 Uhr | USV Neulengbach        | 1:3 n. V. (0:0, 0:0) | SKN St. Pölten Frauen              |
| 10.03.2024, 14:00 Uhr | First Vienna FC Frauen | 3:2 (3:1)            | Linzer ASK                         |
| 10.03.2024, 14:00 Uhr | SK Sturm Graz          | 0:3 (0:2)            | FK Austria Wien                    |

### Halbfinale
Der Spieltermine für das Halbfinale war der 30. März 2024.
| Datum                 |                       | Ergebnis  |                        |
| --------------------- | --------------------- | --------- | ---------------------- |
| 30.03.2024, 13:00 Uhr | SPG Altach/Vorderland | 1:2 (1:0) | FK Austria Wien        |
| 30.03.2024, 13:00 Uhr | SKN St. Pölten Frauen | 1:0 n. V. | First Vienna FC Frauen |

### Finale
Das Finale fand am 9. Mai 2024 in der Wiener Neustadt Ergo Arena vor einer Rekordkulisse in einem österreichischen Frauencupfinale von 2300 Zuschauern statt.
| 9.05.2024, 14:00 Uhr                                                                                    | SKN St. Pölten Frauen | 3:0 (2:0) | FK Austria Wien |
| Tore: 1:0 Mateja Zver (24.), 2:0 Katharina Schiechtl (30., Eigentor), 3:0 Sarah Mattner-Trembleau (47.) |                       |           |                 |

## Torschützenliste
In der Torschützenliste des ÖFB Frauen Cup belegte Yvonne Weilharter vom FK Austria Wien den ersten Platz.
| Pl. | Nat.        | Spieler           | Verein                             | Tore | Tore/Spiel |
| --- | ----------- | ----------------- | ---------------------------------- | ---- | ---------- |
| 01. | Osterreich  | Yvonne Weilharter | FK Austria Wien                    | 5    | 1,00       |
| 02. | Kroatien    | Tamara Saric      | SPG FC Lustenau/FC Dornbirn Ladies | 4    | 4,00       |
| 03. | Deutschland | Verena Volkmer    | FK Austria Wien                    | 4    | 0,80       |
| 04. | Slowenien   | Mateja Zver       | SKN St. Pölten Frauen              | 3    | 0,60       |
| 05. | Slowakei    | Diana Lemešová    | SKN St. Pölten Frauen              | 3    | 0,75       |